# Zschöpel
Zschöpel ist ein Ortsteil von Ponitz im thüringischen Landkreis Altenburger Land. Der Ort besitzt ungefähr 120 Einwohner. Zschöpel wird durch die Pleiße vom Nachbarort Merlach abgegrenzt. Südöstlich des Kernortes schließt sich unmittelbar das heute als Unterdorf von Zschöpel bezeichnete Dreußen an, das im 19. Jahrhundert nach Zschöpel eingemeindet wurde. Der Ort erlangte in der Gegenwart hauptsächlich Bekanntheit durch Veranstaltungen, die von einem ortsansässigen Verein organisiert werden.

## Geographie
Im Osten des Zschöpeler Unterdorfes fließt der Schilfgraben in die Pleiße. Dieser entspringt in einer Wald- und Wiesenlandschaft, der sogenannten Zenkel oder Zenke. Eine der höchsten Erhebungen ist der Dreußener Berg mit einer Höhe von 250 Metern. Waldstücke direkt am Ort gelegen sind im Norden bis in den zentralen Westen vorhanden. Ein größerer Wald befindet sich im Westen, außerhalb des Ortes in Richtung Schmölln.

### Angrenzende Orte
Im Norden beginnend sind Nachbarorte im Uhrzeigersinn Nörditz, Gößnitz, im Osten Merlach, im Südosten Ponitz, im Südwesten Grünberg, sowie im Westen Kummer und Nitzschka als Ortsteile von Schmölln.

## Geschichte

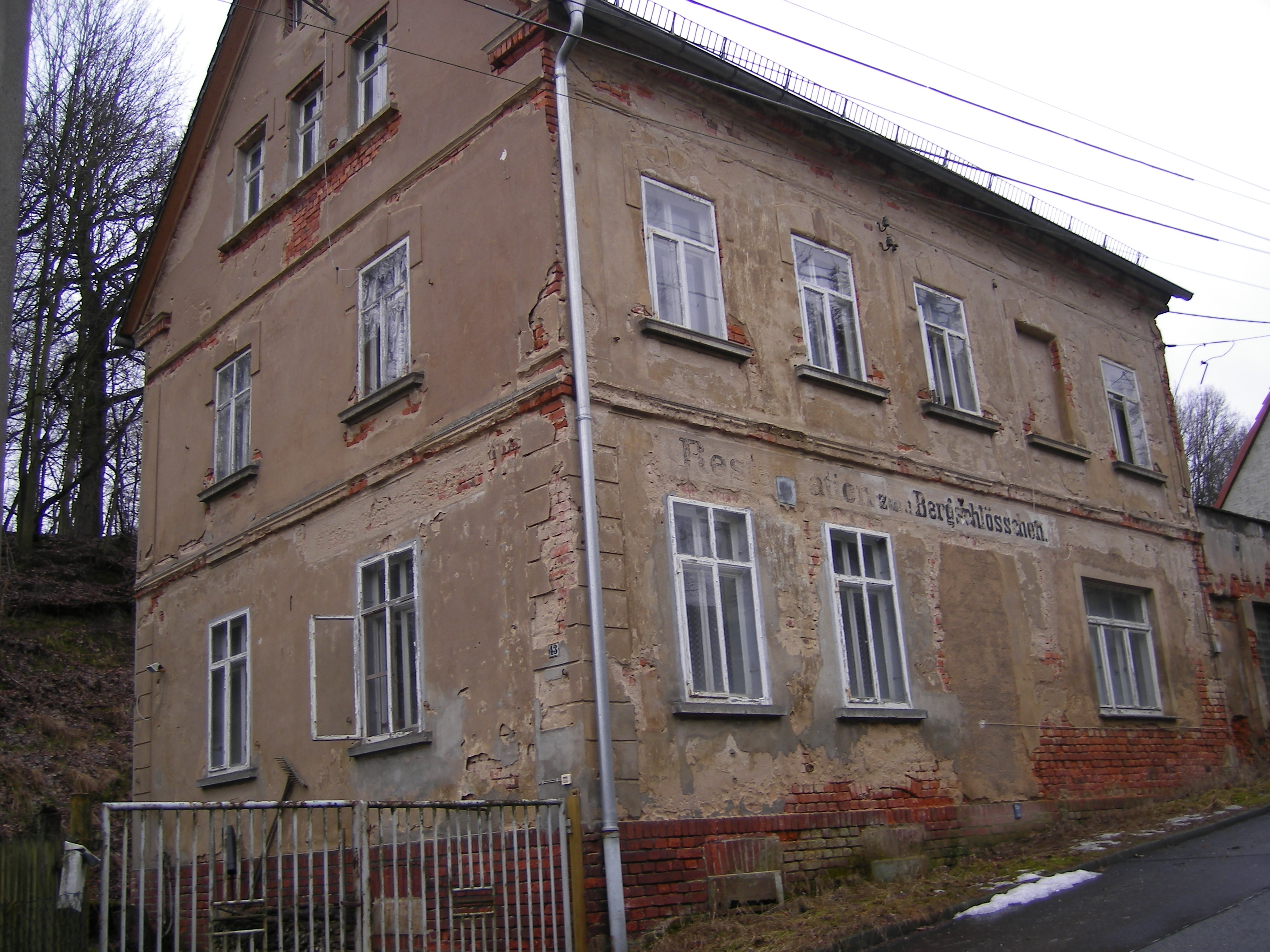
Die ehemalige Restauration zum Bergschlösschen und spätere Poststelle

Im Altenburger Lößhügelland gelegen, gehört die Gegend zum Altsiedelland. Spuren jungsteinzeitlicher Siedlungstätigkeit konnten auf Zschöpler Flur, abseits der heutigen Siedlung, an den Sprühbirken nachgewiesen werden. Der Ort wurde erstmals 1140 als Tscheppelaw und 1495 als Zschöpel erwähnt. Da aber eine Bergsiedlung der Sorben auf ungefähr 600 n. Chr. zurückzuführen ist, ist der Ort wesentlich älter. Aus dieser Zeit stammt auch der Ortsname, der für das sorbische Wort für Fischreiher steht. Identifiziert werden kann der Ort als Sackgassendorf mit Anbau, eine Art Rundling mit einer in eine Sackgasse mündenden Mittelstraße. Im Oberdorf soll ein Kloster existiert haben, dessen Lage unbekannt ist. Zschöpel besitzt 54 Häuser, das älteste ist ungefähr 400 Jahre alt. Der Dorfmittelpunkt des Oberdorfes ist eine zum Gedenken an die Befreiungskriege 1815 gepflanzte Friedenslinde.
Seit der Leipziger Teilung 1485 gehörte Zschöpel zum wettinischen Amt Altenburg, welches ab dem 16. Jahrhundert aufgrund mehrerer Teilungen im Lauf seines Bestehens unter der Hoheit folgender Ernestinischer Herzogtümer stand: Herzogtum Sachsen (1554 bis 1572), Herzogtum Sachsen-Weimar (1572 bis 1603), Herzogtum Sachsen-Altenburg (1603 bis 1672), Herzogtum Sachsen-Gotha-Altenburg (1672 bis 1826). Bei der Neuordnung der Ernestinischen Herzogtümer im Jahr 1826 kam der Ort wiederum zum Herzogtum Sachsen-Altenburg.
Nach der Verwaltungsreform im Herzogtum gehörte Zschöpel bezüglich der Verwaltung zum Ostkreis (bis 1900) bzw. zum Landratsamt Ronneburg (ab 1900). Das Dorf gehörte ab 1918 zum Freistaat Sachsen-Altenburg, der 1920 im Land Thüringen aufging. 1922 kam es zum Landkreis Altenburg.
Am 1. Juli 1950 wurde die Gemeinde Zschöpel mit seinem Ortsteil Dreußen nach Ponitz eingemeindet. Bei der zweiten Kreisreform in der DDR wurden 1952 die bestehenden Länder aufgelöst und die Landkreise neu zugeschnitten. Somit kam Zschöpel als Ortsteil von Ponitz mit dem Kreis Schmölln an den Bezirk Leipzig, der seit 1990 als Landkreis Schmölln zu Thüringen gehörte und bei der thüringischen Kreisreform 1994 im Landkreis Altenburger Land aufging.
Durch einen privaten Betreiber bekam Zschöpel bereits 1911 Stromanschluss, zunächst lediglich für Beleuchtungszwecke. Bis in die 1950er Jahre bestand eine Freiwillige Feuerwehr, die wegen mangelndem Interesse aufgegeben wurde; das erste Spritzenhaus existiert allerdings noch. Zschöpel und Dreußen besaßen zwei Einkehrstätten, das Bergschlösschen und den Gasthof Dreußen. Ersteres ist seit 1954 geschlossen. Der Dreußener Gasthof wurde in den 1960er Jahren geschlossen. Später befand sich dort eine Niederlassung der Großhandelsgesellschaft (GHG) Haushaltswaren Gera. Im Jahre 1999 wurde das Gebäude abgerissen.

### Gedenkstein

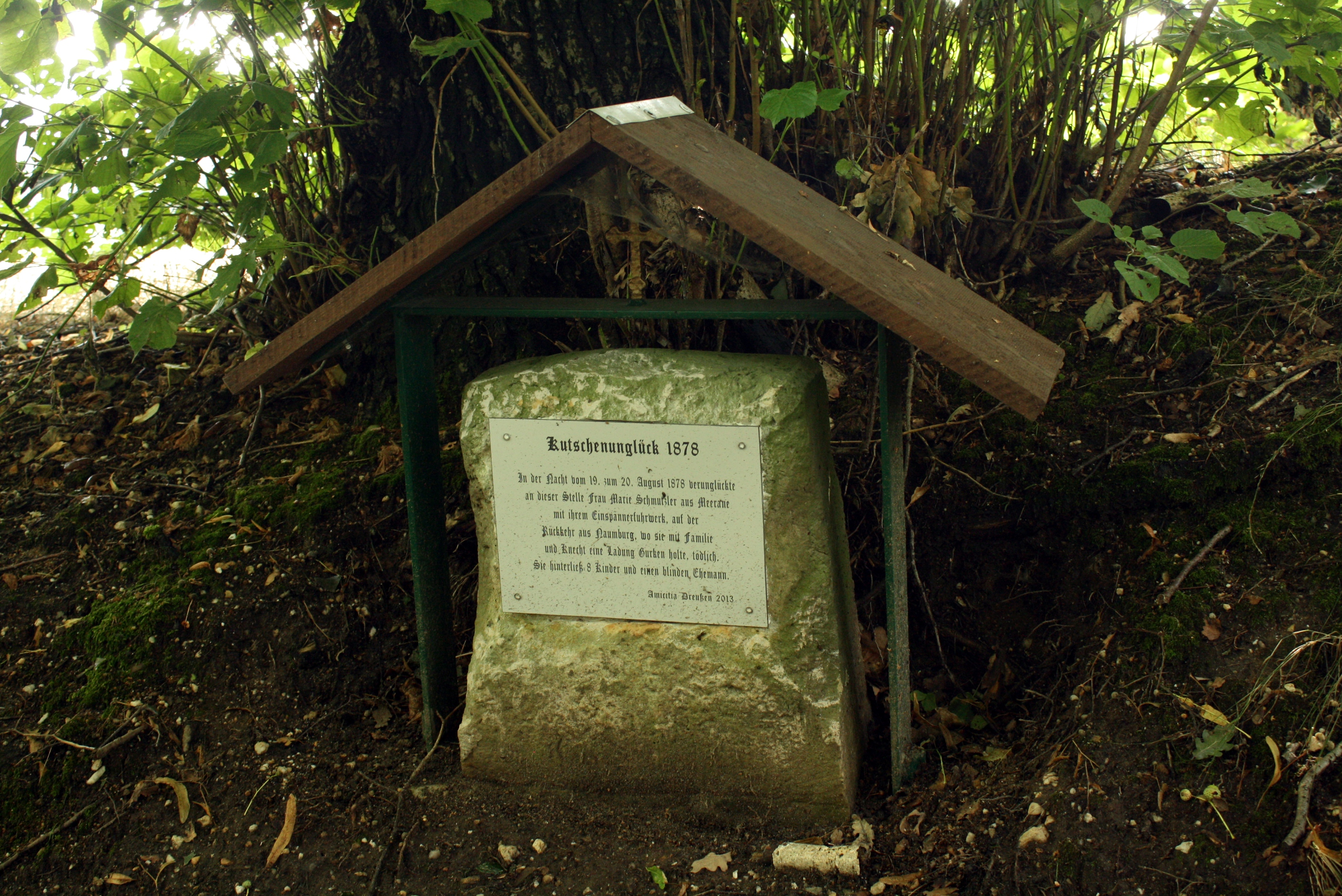
Gedenkstein

In der Nacht vom 19. zum 20. August des Jahres 1878 starb etwas abseits des Ortes an dem Weg nach Schmölln eine Frau, die mit ihrer Kutsche unterwegs war. Die Sage spricht von einem Blitzschlag. An dieser Stelle wurde ein Gedenkstein aufgestellt, ursprünglich mit einer Tafel, die seit einigen Jahrzehnten verschollen ist. Allerdings wurde 2013 eine neue angebracht, die die genauen Umstände benennt.

### Dreußen
Der Name Dreußen kommt wahrscheinlich ebenso aus dem Sorbischen von Druzk bzw. Druznik (Kamerad oder Genosse). Erwähnt wurde es erstmals am 6. Mai 1296. In Dreußen gab es bis 1930 hauptsächlich Handwerker, die Mehrzahl der Bauern lebten auf dem Berg in Zschöpel, bewirtschafteten allerdings auch Land in Dreußen. Um 1900 sollte in Dreußen eine Schmiede gebaut werden; aufgrund materieller Schwierigkeiten wurde sie nie fertiggestellt. Weiterhin gab es einen Sattler, einen Korbmacher, der bis in die 1980er Jahre noch flocht, einen Besenbinder, eine Möbeltischlerei, einen Zimmermann, einen Schneider und zwei Schuhmacher. Ein Stellmacher war in Zschöpel ansässig. In zwei öffentlichen Poststellen gab es später Telefonanschlüsse. Seit 1908 existierte in Dreußen ein Gemischtwarenladen, der 1991 aufgrund mangelnder Nachfrage aufgegeben wurde.

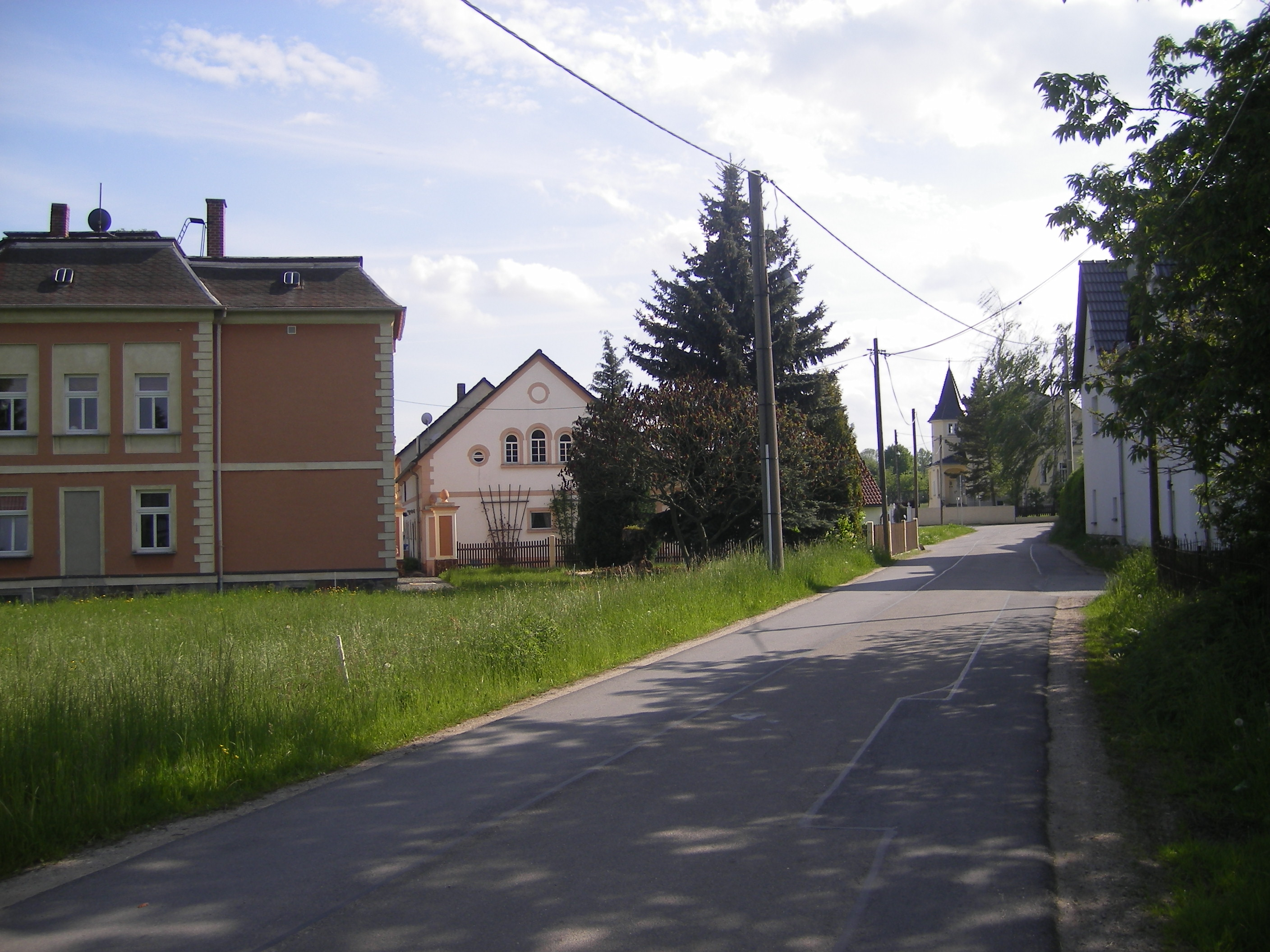
Villa und Jugendstilgehöft

Nach 1850 zur Zeit der Industrialisierung entstanden entlang des Weges nach Merlach, der dann zur Straße ausgebaut wurde, einige gründerzeitliche Häuser, wie beispielsweise die beiden Bahnhäuser und eine Färberei, die bis in die 1930er Jahre noch in Betrieb war und noch steht.
Die 1915 erbaute Villa Dreußen und das gegenüberliegende Gehöft sind im Jugendstil erbaut.
Nach dem Ersten Weltkrieg herrschte auch in Dreußen und Zschöpel eine große Wohnungsnot, so dass sich die Arbeiter aus dem Ort an den Bürgermeister wandten, um ein neues Wohnhaus zu errichten. Dieser war der Auffassung, dass der finanzielle Aufwand viel zu hoch für die kleine Gemeinde war. Jedoch wuchs auf ihn der Druck durch die Arbeiter, sie formulierten den Ausspruch: „Ihr wohnt in Schlössern und wir in Hütten!“. Tatsächlich wohnte der Bürgermeister in einem groß dimensionierten Jugendstilgehöft. So wurde in den Jahren 1922 bis 1923 das auch heute noch unter dem Namen Gemeindehaus bekannte Gebäude errichtet.

### Eingemeindung
Wann genau Dreußen mit Zschöpel vereinigt wurde, ist nicht bekannt, es geschah vermutlich im 19. Jahrhundert.
Am 1. April 1923 wurde nach dem thüringischen Kreiseinteilungsgesetz Zschöpel mit Dreußen sowie der Ort Gosel nach Ponitz eingemeindet. Obwohl in einer Gemeindeversammlung zu Beginn des Jahres 1923 eine klare Mehrheit der Zschöpeler und Dreußener für die Vereinigung mit Ponitz plädierte, wurde die ehemalige Gemeinde am 1. August 1924 wiederausgegliedert. Grundlage hierfür bildete die thüringische Ausgemeindungsverordnung vom 31. Juli 1924. Lediglich Gosel verblieb bei Ponitz.
Nach dem Zweiten Weltkrieg wurde Zschöpel am 1. Juli 1950 durch Landtagsbeschluss wieder in die Gemeinde Ponitz eingegliedert, diesmal gemeinsam mit Merlach. Der zuvor amtierende Bürgermeister Florus Leithold war Mitglied der NSDAP und hatte kurz vor dem Eintreffen der Roten Armee im Sommer 1945 sein Amt niedergelegt. Da kein neuer Bürgermeister gefunden wurde, erfolgte die Eingemeindung nach Ponitz. Zschöpel besaß kein Bürgermeisteramt; wer ein Anliegen hatte, kam in die Wohnung des Amtsinhabers, zuletzt im oben genannten Jugendstilbauernhof.
| - 1580: 077 - 1806: 085 - 1816: 078 - 1835: 099 - 1875: 113 - 1900: 303 | - 1925: 297 - 1933: 302 - 1939: 300 - 2007: 126 - 2008: 129 |

| - 1580: 046 - 1806: 113 - 1816: 098 - 1835: 140 - 1875: 150 - 1900: 197 |

### Einwohnerentwicklung von Dreußen

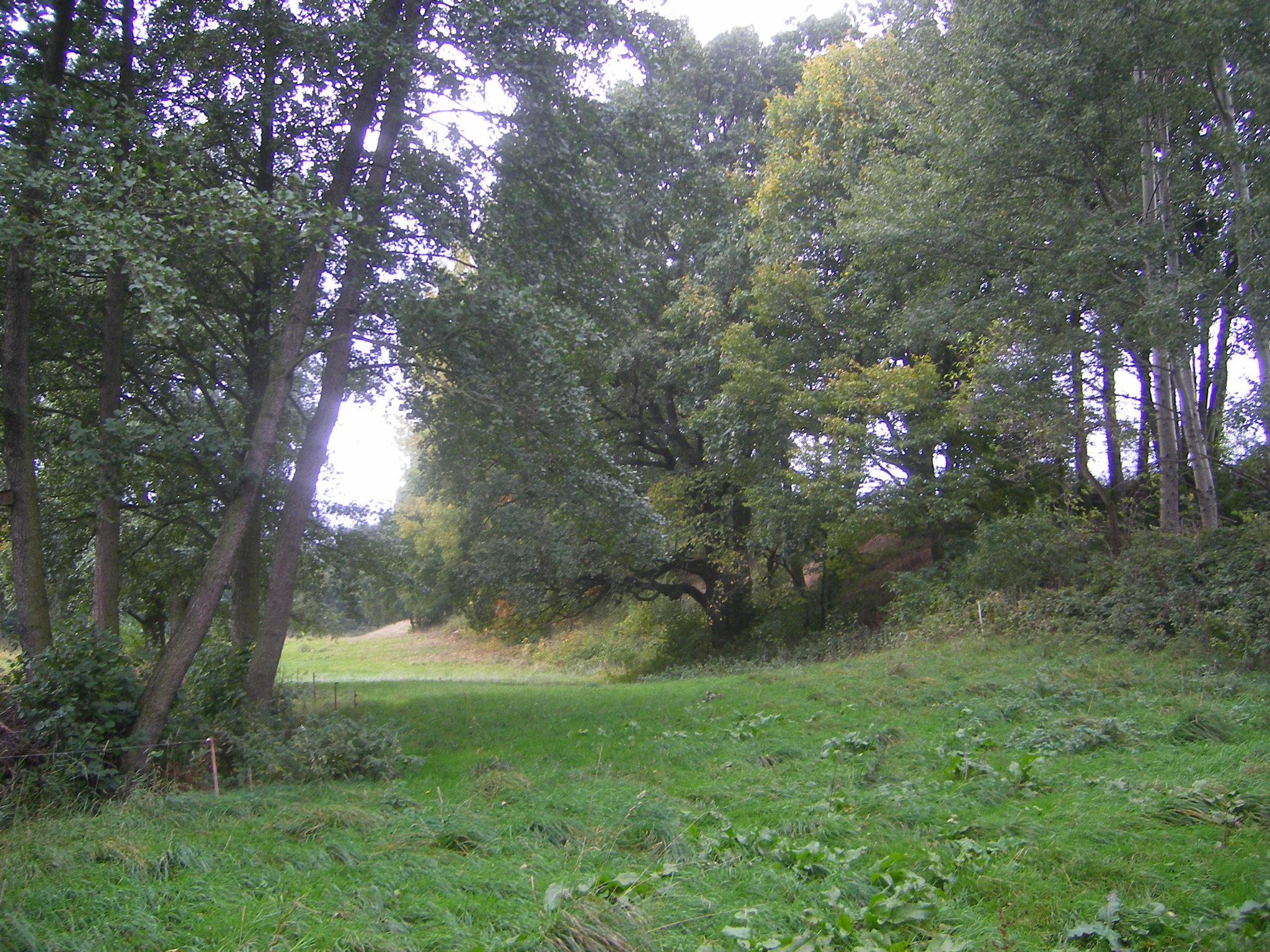
Zenke

## Wirtschaft und Infrastruktur

### Infrastruktur
Die A 4-Anschlussstelle Schmölln befindet sich in ungefähr acht, die in Meerane in sechs Kilometer Entfernung. Die Bundesstraße 93 verläuft 1,5 km östlich, die Bundesstraße 7 5,5 km nordwestlich durch Schmölln. Im einen Kilometer entfernten Ponitz besteht eine Haltestelle an der Bahnstrecke Leipzig–Hof, eine weitere im zwei Kilometer entfernten Gößnitz, wo auch die Mitte-Deutschland-Verbindung von Erfurt nach Chemnitz kreuzt.

### Veranstaltungen

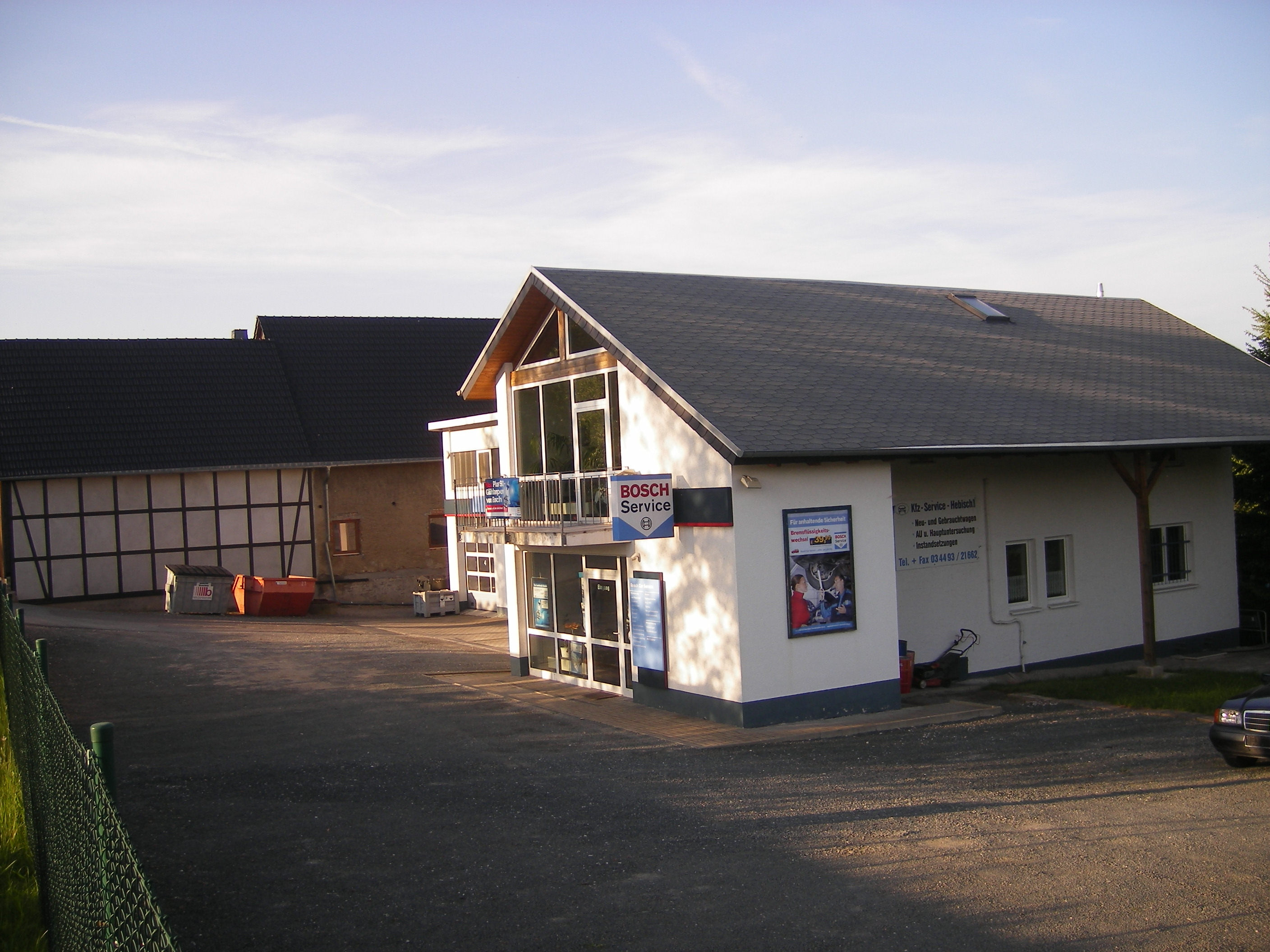
Kfz-Werkstatt

Durch den Verein Zschöpeler Heimatfreunde e. V. finden in Zschöpel und in den umliegenden Orten regelmäßige Feste statt, wie das Hexenbrennen. Außerdem finden meist in den Sommermonaten Ortsjahrfeiern, Fanmeilen oder Vereinsgeburtstagsfeiern statt. Für solche Veranstaltungen wurde der ehemalige Bolzplatz, das Windparkstadion, nutzbar gemacht. Der Altersdurchschnitt der aktiven Mitglieder liegt bei Mitte 20.

### Ansässige Unternehmen
Das größte Unternehmen in Zschöpel war eine inzwischen geschlossene Kfz-Werkstatt, ferner existiert ein Bauunternehmen, das sich auf Bohren und Sägen in Stahlbeton spezialisiert hat, und einige Dienstleistungsunternehmen wie ein Seniorenpflegedienst.

### Umweltfolgen
Bis in die 1960er Jahre wurde in Zschöpel Sand abgebaut. Diese beiden Sandgruben wurden allmählich zu Mülldeponien, da viele Einwohner ungeachtet der Umweltfolgen verschrottete Autos, Mopeds, Kühlschränke und allerlei anderes technisches Gerät dort „endlagerten“. Im Jahr 1975 verbrannte die Schmöllner Knopffabrik plastische Abfallprodukte, auch Knöpfe und Zahnbürsten. Die giftigen Dämpfe zogen hinunter ins Dorf, daraufhin formierte sich Widerstand, so dass es zu DDR-Zeiten zu einem Bürgerbegehren mit Unterschriftenaktion kam. Die Verbrennungen wurden gestoppt.

### Landwirtschaft
Ein großer Teil der Ponitzer landwirtschaftlich genutzten Grundstücke liegt in der Zschöpler Flur.

Zwei Pferde vor einem Mähbinder

#### Bis 1953
Ungefähr seit Mitte des 17. Jahrhunderts gab es in Zschöpel 11 landwirtschaftliche Betriebe mit insgesamt 211 ha Gesamtfläche, wobei zwischen Wald, Hof und landwirtschaftlicher Nutzfläche unterschieden wird. Die Waldfläche der Bauern war unterschiedlich groß und lag zwischen 0 und beinahe 1 ha. Das kleinste Hofgrundstück maß 15 Ar, die beiden größten Güter hatten eine Fläche von je ungefähr 100 Ar. Nahezu jeder Bauernhof besaß einen Separator zum Schleudern und zur Rahmgewinnung, so wurden Butter, Hafer- und Querschekäse hergestellt. Nach dem Ausbruch des Zweiten Weltkrieges wurden die Lebensmittel rationiert; die Milch wurde ab 18. September 1939 in die Molkerei nach Meerane geliefert. Nach dem Krieg mussten weiterhin Pflichtabgaben entrichtet werden.

#### Von 1953 bis 1990
Am 31. Mai 1953 wurde die LPG Volkssolidarität Typ I gegründet. Dabei wurden nur die Felder gemeinsam bestellt. Aufgrund des Unmutes der hauptsächlichen wohlhabenden Bauern über die Kollektivierung fanden die Worte des Vorsitzenden bei ihnen kein Gehör und so wurde die „junge Genossenschaft“ am 17. Juni 1953 wieder aufgelöst. Einige kleinere Betriebe schlossen sich ab 1954 der bestehenden LPG Mitschurin Typ III in Ponitz an. Im Jahre 1962 gab es lediglich zwei Betriebe, die sich dem Typ III noch nicht angeschlossen hatten. Diese waren in der Merlacher LPG vom Typ I vertreten. Ab 1962 musste jeder Betrieb aufgrund des Beschlusses der SED zur Bildung von Genossenschaften in eine LPG vom Typ III eintreten.

#### Ab 1990
Nach dem Zerfall der DDR wurde die Agrargenossenschaft in Ponitz gegründet und 75 % der Arbeitskräfte fielen weg. Aufgrund der neuen Betriebsstruktur, der Nutzung moderner Technik und des Einsatzes effektiverer Dünger kam es zur Steigerung und qualitativen Verbesserung der Erträge.